# سیارک ۲۳۴۱

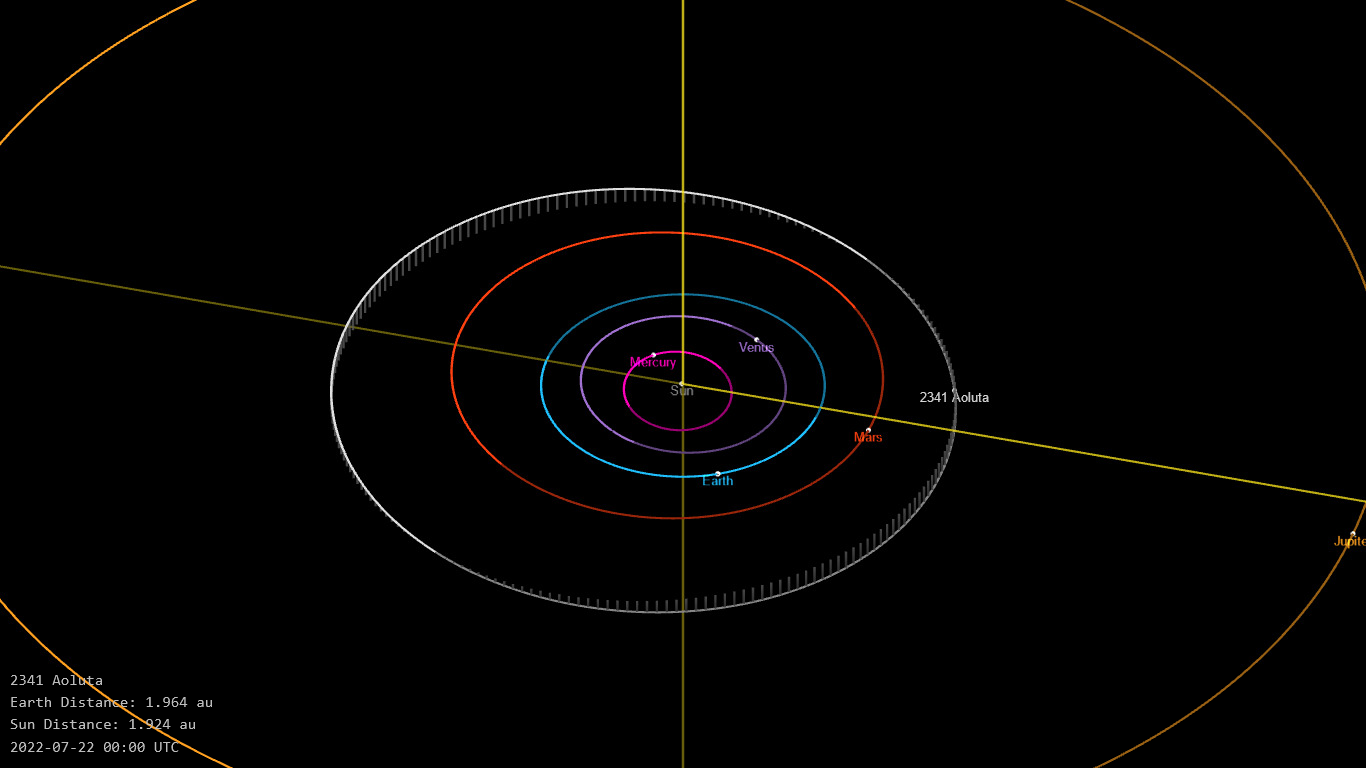
مدار سیارک ۲۳۴۱

سیارک ۲۳۴۱ (به انگلیسی: 2341 Aoluta، نامگذاری:1976YU1) دو هزار و سیصد و چهل و یکمین سیارک کشف شده‌است که در ۱۶ دسامبر ۱۹۷۶ کشف شد.
قدر مطلق سیارک برابر ۱۲٫۵۰ است.